# Marius Tonckens
Marius Tonckens (Hoogeveen, 15 november 1865 - Zuidwolde, 16 september 1957) was een Nederlandse burgemeester.

## Leven en werk
Tonckens was een zoon van de Hoogeveense notaris Johannes Tonckens en Johanna Hillegonda van Sonsbeeck. Na zijn studie rechten werd hij in augustus 1898 benoemd tot burgemeester van Zuidwolde. Deze functie zou hij ruim 35 jaar vervullen. In juli 1934 kreeg hij op zijn verzoek eervol ontslag als burgemeester en werd hij tegelijkertijd benoemd tot Ridder in de Orde van Oranje-Nassau.
In 1911 woedde er een grote veenbrand op het Zandveld in de gemeente Zuidwolde. De brand duurde enige weken en honderden hectaren heide en veen gingen verloren. Tonckens had de leiding over de bluswerkzaamheden.
Tonckens overleed in september 1957 op 92-jarige leeftijd. Hij was ongehuwd. Tonckens vermaakte zijn vermogen aan de stichting Het Marius Tonckens Fonds, met de opbrengst worden verenigingen en instellingen op vrijzinnige grondslag in de gemeente Zuidwolde gesteund.
- International Standard Name Identifier: 0000 0003 9568 9439
- Nederlandse Thesaurus van Auteursnamen: 173556477
- Virtual International Authority File: 290433834